# Godfrey Kerr
Godfrey Kerr (Dublin, 10 september 1942) is een Iers-Amerikaanse radiopresentator, die zich in de jaren 1960 verdienstelijk heeft gemaakt voor de Chicano-rock uit Los Angeles.

## Geschiedenis
Godfrey Kerr hield tijdens zijn jeugd in Ierland van traditionele Amerikaanse pop, zoals die werd gezongen door Teresa Brewer en Guy Mitchell. Nadat hij met zijn familie in 1954 was geëmigreerd naar Culver City in Californië, verruimde hij zijn muzieksmaak met rhythm-and-blues. Als hulp in een platenwinkel begon hij zich ook voor jazz te interesseren. Na de highschool vervoegde hij zich volledig in de muziekbusiness. Hij leidde meerdere kleine labels, opende een postorderbedrijf voor oldieplaten en organiseerde als promotor en ceremoniemeester dans- en showevenementen. Daarvoor boekte hij tussen 1964 en 1968 regelmatig vooraanstaande bands van de Chicano-rock, waaronder Thee Midniters, die in de evenementenhallen van de barrio, East Side van Los Angeles een thuiswedstrijd hadden. Voorts kwamen echter ook artiesten van de r&b, zoals Johnny 'Guitar' Watson en Brenda Holloway.
Bekend werd Kerr echter als radiopresentator en deejay onder zijn voornaam Godfrey. Sinds 1964 verving hij bij de zenders KRLA en KALI meermaals Dick 'Huggyboy' Hugg, die naast Art Laboe de belangrijkste deejay was voor de Chicano-rock en verwierf zo het als bijzonder trouw geldende publiek van de Mexicanen afstammende bevolking van de metropool. Spoedig wisselde Godfrey naar KTYM, waar hij een dagelijks programma presenteerde, waarin hij Chicano-rock en r&b-balladen speelde.
Medio jaren 1960 waren in Californië de eenvoudige sound van de garagerock en surfrock populair. Godfrey probeerde het daarom wegens zijn begrensde zangkennis als muzikant. Met de Thee Midniters publiceerde hij de single Down Whittier Blvd bij Whittier Records. Zijn tweede single was de coversong The Trip van Kim Fowley, dat een ondubbelzinnige hommage aan de consumptie van LSD representeerde en daarom na publiek protest door de onschadelijke versie Let's Take a Trip werd omgeschreven tot een zomerhit. Beide versies verschenen bij het  kleine label Cee-Jam Records van John Marascalco. Marascalco verleende Godfrey ook co-auteurs-vermeldingen voor eigen stukken zoals Something Like Mr. C van de Young Lions en haakte in als supervisor bij Frankie Olveras versie van Huggie's Bunnies in de hoop, dat Godfrey de nummers daardoor uitgebreid op de radio zou promoten.
Godfrey bracht ook vier compilatie-lp's uit, waarop hij twijfelachtige vertolkers en diens songs samenstelde en in de serie Godfrey Presents… presenteerde.
Godfrey bleef tot 1968 bij KTYM, totdat de vaste kern van de toenmalige Chicano-beweging zich begon te ontbinden en zodoende zijn publiek en de bezoekersaantallen van zijn dansevenementen terugliepen. Na een korte terugkeer bij de radio tijdens de jaren 1970 werkte Kerr van dan af in de platendistributie.